# Leszek Szczerba
Leszek Szczerba (ur. 27 października 1962) – krakowski muzyk jazzowy, saksofonista. Występuje między innymi w Groborz-Kudyk Quintet i Spektrum Session Ryszarda Styły. Od 1994 roku jest stałym członkiem zespołu Grzegorza Turnaua, w którym gra na klarnecie i wszystkich saksofonach. Członek projektu muzycznego Śrubki.

## Dyskografia
- 1994 – Marek Grechuta: Dziesięć ważnych słów
- 1994 – Grzegorz Turnau: Turnau w Trójce – saksofon, klarnet
- 1995 – Grzegorz Turnau: To tu, to tam – saksofon tenorowy, saksofon sopranowy
- 1995 – For Dee: Kobiety
- 1995 – Pod Budą: Tokszoł
- 1996 – Tilt: Rzeka miłości, koncert w Buffo ’96
- 1997 – Grzegorz Turnau: Tutaj jestem – saksofon, klarnet
- 1998 – Grzegorz Turnau: Księżyc w misce – klarnet, saksofony
- 1998 – Pod Budą: Żal za...
- 1999 – Grzegorz Turnau: Ultima – saksofony, klarnet
- 2001 – Robert Janowski: Nieważkość
- 2001 – Jan Skrzek: Nowy Świat Blues
- 2001 – Marek Grechuta: Serce
- 2001 – Pod Budą: Razem
- 2002 – Grzegorz Turnau: Nawet – saksofony, klarnety, flet
- 2003 – Wilki: Live
- 2003 – Marek Grechuta: Niezwykłe miejsca
- 2003 – Anna Treter: Na południe
- 2004 – Grzegorz Turnau: Cafe Sułtan – saksofony, klarnet
- 2005 – Grzegorz Turnau: 11:11 – saksofony (sopranowy, tenorowy, barytonowy), klarnet, flet
- 2005 – Anna Maria Jopek: Gdy mówią mi
- 2005 – Andrzej Sikorowski, Maja Sikorowska: Kraków-Saloniki
- 2006 – Grzegorz Turnau: Historia pewnej podróży – saksofon
- 2009 – Marek Grechuta: Dni, których nie znamy. Część 2
- 2009 – Skaldowie: „Oddychać i kochać”
- 2010 – Grzegorz Turnau: Fabryka Klamek – saksofony, klarnet

- 2010 – Śrubki: Śrubki – saksofony, chórek specjalny[3]